# ピチレム地震
ピチレム地震 (スペイン語: Terremoto de Pichilemu de 2010)は現地時間2010年3月11日11時39分（UTC-3）にチリリベルタドール・ベルナルド・オイギンス州ピチレム付近で発生した地震である。マグニチュード6.9の内陸地殻内地震であり、震源はピチレムの北西約15kmの地点であった。
ピチレム地震は2010年2月27日に発生したチリ地震の12日後に発生した 。